# Иш Сак К’ук
Иш Сак К’ук (Иш-Сак-Кук, майя: Ix Sak K’uk — Белая Кецалиха; ум. 12 сентября 640 года) — царица майяского города Паленке, регентша и соправительница К’инич Ванаб Пакаля.

Личный иероглиф Иш Сак К’ук

## Биография

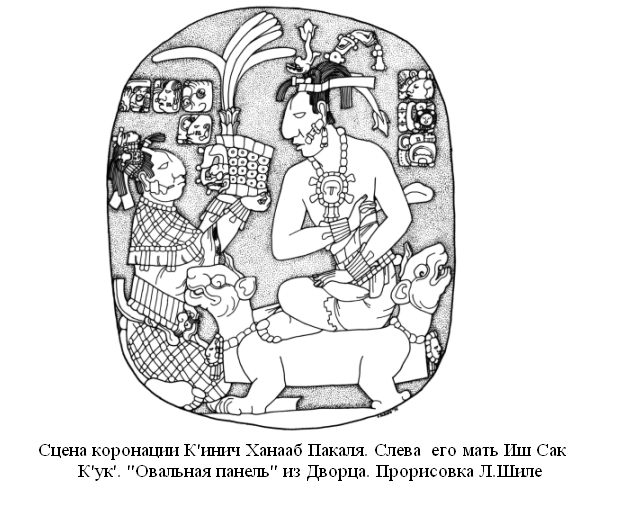
Сак К’ук — сллева, Пакаль — сын — справа

Дочь Ханаб-Пакаля и, возможно, дочь Иш-Йоль-Икналь, сестра Ах-Неоль-Мата. Поскольку у её отца не было наследника, после его смерти на трон взошла она — 22 октября 612 года. При правлении Це-Мат-Мувана она была его соперницей и выдвигала в качестве наследника своего сына. После коронации её сына — К’инич Ханааб Пакаля, она осталась у власти — была его соправительницей, а в годы малолетства — регентшей.